# Rucandio (Valderredible)
Rucandio es una localidad del municipio de Valderredible (Cantabria, España).  Está localizada a 800 m s. n. m., y dista 19 km de la capital municipal, Polientes. En el año 2024 contaba con una población de 6 habitantes (INE).

## Paisaje y naturaleza
La pequeña aldea de Rucandio desperdiga su caserío por la ladera sur de un otero al que custodian las moles del Pico Castro y del Alto de la muela. La foresta de roble se extiende por el oeste creando un corredor más o menos continuo hasta las cercanías de Ruanales en que se funde con el Monte Hijedo. En este entorno montañoso, la calidad paisajística es bastante buena y se rige por parámetros distintos que los que definen a las vegas regadas por el Ebro en la zona baja de Valderredible.

## Patrimonio histórico
Destaca la iglesia de santa Cecilia, construida en el siglo XVII sin grandes alardes decorativos sobre una anterior de fábrica románica de la que es testigo la espadaña que se embebe en el hastial.
- Datos: Q4896869